# Aurec-sur-Loire
Aurec-sur-Loire is een gemeente in het Franse departement Haute-Loire (regio Auvergne-Rhône-Alpes). De gemeente telde 6.133 inwoners op 1 januari 2022. De plaats maakt deel uit van het arrondissement Yssingeaux.

## Geschiedenis
De heerschappij over Aurec was lange tijd een twistappel tussen de graven van Forez en de aartsbisschoppen van Lyon. In 1267 plaatste paus Clemens IV Aurec onder de heerschappij van de bisschoppen van Le Puy-en-Velay. Rond 1420, tijdens de Honderdjarige Oorlog, werd de stad ingenomen door Héracle de Rochebaron en platgebrand. De bevolking van de stad had erg te lijden onder de Grote Hongersnood van 1693-1694.
De oude stad was volledig ommuurd en had een oppervlakte van ongeveer 1 hectare. Tegen de 17e eeuw was deze stadsmuur in onbruik geraakt en werden er ramen in gebouwd voor de woonhuizen achter de muur.
In de loop van de 19e en de 20e eeuw vestigde zich industrie in Aurec. In 1863 werd het spoorwegstation gebouwd. Tot 1892 moest de trein met een overzetboot over de Loire worden gebracht. In dat jaar opende een spoorwegbrug.

## Geografie
De oppervlakte van Aurec-sur-Loire bedroeg op 1 januari 2022 22,44 vierkante kilometer; de bevolkingsdichtheid was toen 273,3 inwoners per km². Door de gemeente stroom de Loire.
De onderstaande kaart toont de ligging van Aurec-sur-Loire met de belangrijkste infrastructuur en aangrenzende gemeenten.

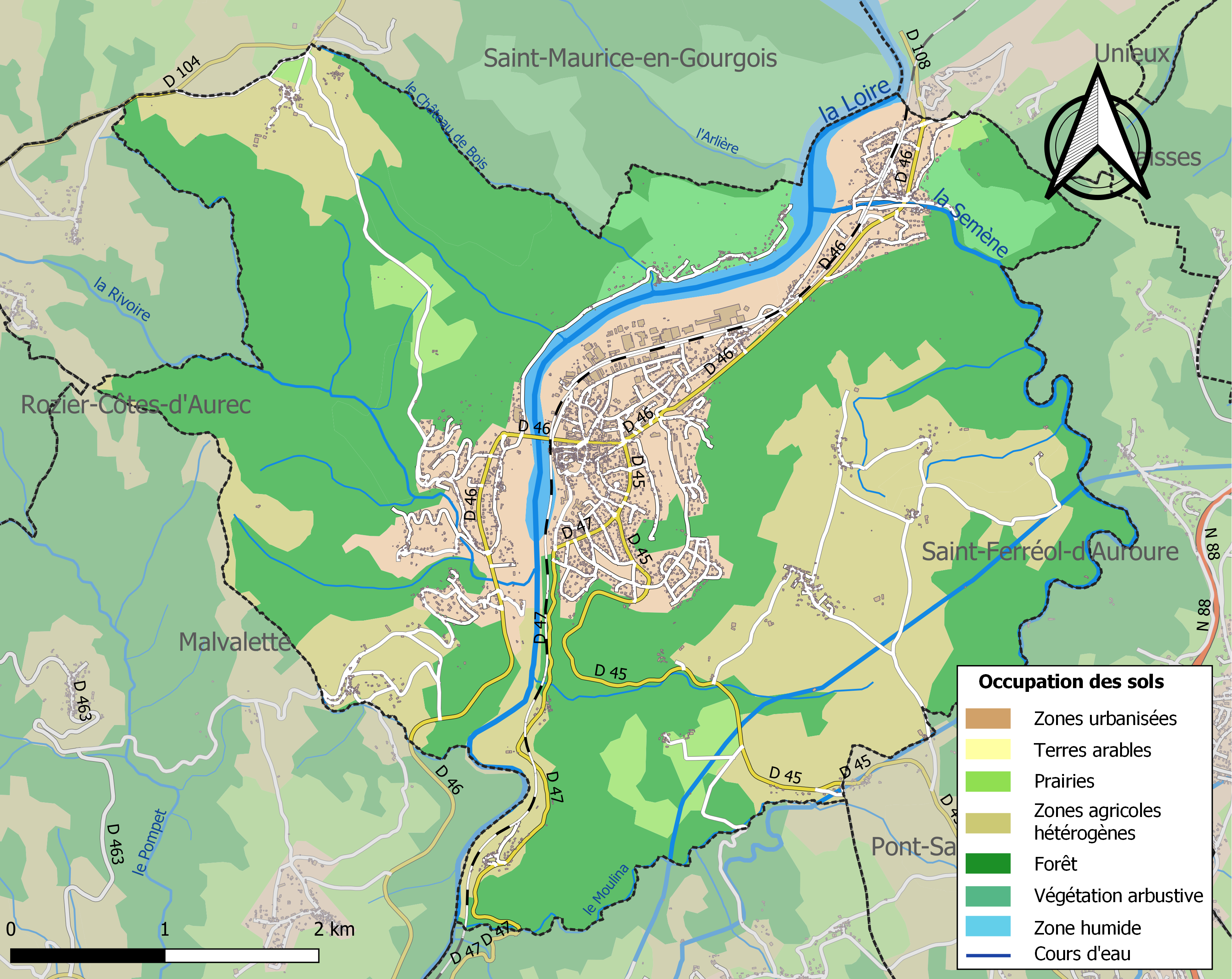

## Demografie
Onderstaande figuur toont het verloop van het inwonertal (bron: INSEE-tellingen).